# MacKenzie Porter
Pour les articles homonymes, voir Porter.
MacKenzie Porter est une actrice, chanteuse et musicienne de country canadienne, née le 29 janvier 1990 à Medicine Hat (Alberta).

## Biographie

### Jeunesse
MacKenzie Porter est élevée dans un ranch de bovins et de bisons près de Medicine Hat, en Alberta. Elle commence à étudier le piano, le violon et le Chant à l'âge de quatre ans. En grandissant, elle tourne dans un groupe familial avec son frère, le gagnant en 2004 de Canadian Idol Kalan Porter (en).

### Carrière

#### Carrière d'actrice
Porter joue dans de nombreux films et productions pour la télévision, dont la série télévisée Dinosapien en 2007. Elle obtient le prix de la meilleure actrice aux Alberta Awards pour son rôle dans le téléfilm The Other Woman. Elle a également été nommée parmi les 11 acteurs de Vancouver à surveiller pour l'année 2011 par le magazine BC Living. Depuis 2016, elle apparaît dans la série Travelers (Les Voyageurs du temps), jouant le personnage de Marcy.

#### Carrière de chanteuse et musicienne
Après son départ pour Vancouver afin de poursuivre sa carrière, elle fait équipe avec le musicien et acteur Andrew Jenkins pour former le groupe The Black Boots.
En 2010, elle entreprend une carrière solo. Elle est la gagnante de l'année 2011 de la compétition Nashville North Star. Elle joue en première partie pour Kenny Chesney, Doc Walker (en) et Trooper, entre autres, et a joué pour le Premier Ministre Stephen Harper et Gene Simmons.
En octobre 2012, Porter sort son premier single, I Wish I'd Known. Son deuxième single, Never Gonna Let you, a été coécrit et produit par Carolyn Dawn Johnson. Porter est choisie comme l'une des six parties du Programme inaugural Canadian Country Music Association Discovery en 2013. Elle est également nommée pour le Rising Star Award en 2013 lors des Canadian Country Music Association Awards. Son premier album sort en 2014.

## Filmographie
- 2007 : Dinosapien : Courtney (11 épisodes)
- 2007 : Le Jackpot de Noël : Shane
- 2008 : The Other Woman : Lauren (Téléfilm)
- 2008 : 45 R. P. M. : Debbie Baxter
- 2009 : Wild Roses : Viki (2 épisodes)
- 2010 : Supernatural : Kim (Épisode : Clap Your Hands If You Believe)
- 2010 : Ice Quake : Fille (Téléfilm)
- 2011 : Endgame : Kim Sharland (Épisode : The Other Side of Summer)
- 2011 : L'Heure de la peur : Alexa (Épisode : Billard)
- 2011 : Finding a Family : Jen Bante (Téléfilm)
- 2012 : Gay Dude (en) : La Chanteuse Country
- 2012 :  A Killer Among Us : Iphigénie (Court-métrage)
- 2012 : L'Heure de la peur : Lanie (Épisode : Le Trac)
- 2012 : Panique sur Seattle : Chloe Peterson (Téléfilm)
- 2012 : A Killer Among Us : Marissa Drake (Téléfilm)
- 2012 : Les Chevaux de l'espoir : Nicki Davidson (Téléfilm)
- 2013 : Tom, Dick & Harriet : Kelly Burns (Téléfilm)
- 2013 : Leap 4 Your Life : Brooke
- 2013 : Emma's Wings: A Bella Sara Tale : Emma (voix)
- 2013 : Guess Who's Coming to Christmas : Kelly Harding (Téléfilm)
- 2014 : Blackstone : Brianna (2 épisodes)
- 2014-2016 : Hell on Wheels : L'Enfer de l'Ouest : Naomi Bohannon (12 épisodes)
- 2016–2018 : Les Voyageurs du temps : Marcy

## Discographie

### Albums en studio
| Titre                          | Détails                                                     |
| ------------------------------ | ----------------------------------------------------------- |
| MacKenzie Porter               | - Date de sortie: 15 juillet 2014 - Label: Road Angel       |
| Drinkin' Songs: The Collection | - Date de sortie: 6 novembre 2020 - Label: Big Load Records |

### Singles
| Année                              | Unique              | Position    | Position | Album            |
| Année                              | Unique              | CAN Country | CAN      | Album            |
| ---------------------------------- | ------------------- | ----------- | -------- | ---------------- |
| 2012                               | I Wish I'd Known    | 34          | —        | MacKenzie Porter |
| 2013                               | Never Gonna Let You | 11          | 96       | MacKenzie Porter |
| 2014                               | If You Ask Me To    | 17          | —        | MacKenzie Porter |
| 2014                               | Misfit Parade       | —           | —        | MacKenzie Porter |
| 2015                               | Rodeo               | 32          | —        | aucun            |
| "—" indique les titres non classés |                     |             |          |                  |

### Vidéos musicales
| Année | Vidéo               | Directeur        |
| ----- | ------------------- | ---------------- |
| 2012  | I Wish I'd Known    | David Tenniswood |
| 2013  | Never Gonna Let You | David Tenniswood |
| 2014  | If You Ask Me To    | David Tenniswood |
| 2014  | Misfit Parade       | David Tenniswood |
| 2015  | Rodeo               | David Tenniswood |

## Distinctions
| Année | Prix                               | Catégorie                                      | Résultat   |
| ----- | ---------------------------------- | ---------------------------------------------- | ---------- |
| 2013  | Canadian Country Music Association | Rising Star                                    | Nomination |
| 2013  | Leo Awards                         | Meilleur premier rôle Féminin dans un téléfilm | Nomination |
| 2014  | Canadian Country Music Association | Artiste féminine de l'Année                    | Nomination |
| 2015  | Juno Awards 2015                   | Pays de l'Album de l'Année – MacKenzie Porter  | Nomination |
| 2015  | Canadian Country Music Association | Artiste féminine de l'Année                    | Nomination |
| 2015  | Canadian Country Music Association | La vidéo de l'Année – "If You Ask Me To"       | Nomination |
| 2015  | Canadian Country Music Association | All Star Band – Violon                         | Nomination |
| 2016  | Canadian Country Music Association | Artiste féminine de l'Année                    | Nomination |